# Teorías conspirativas sobre George Soros

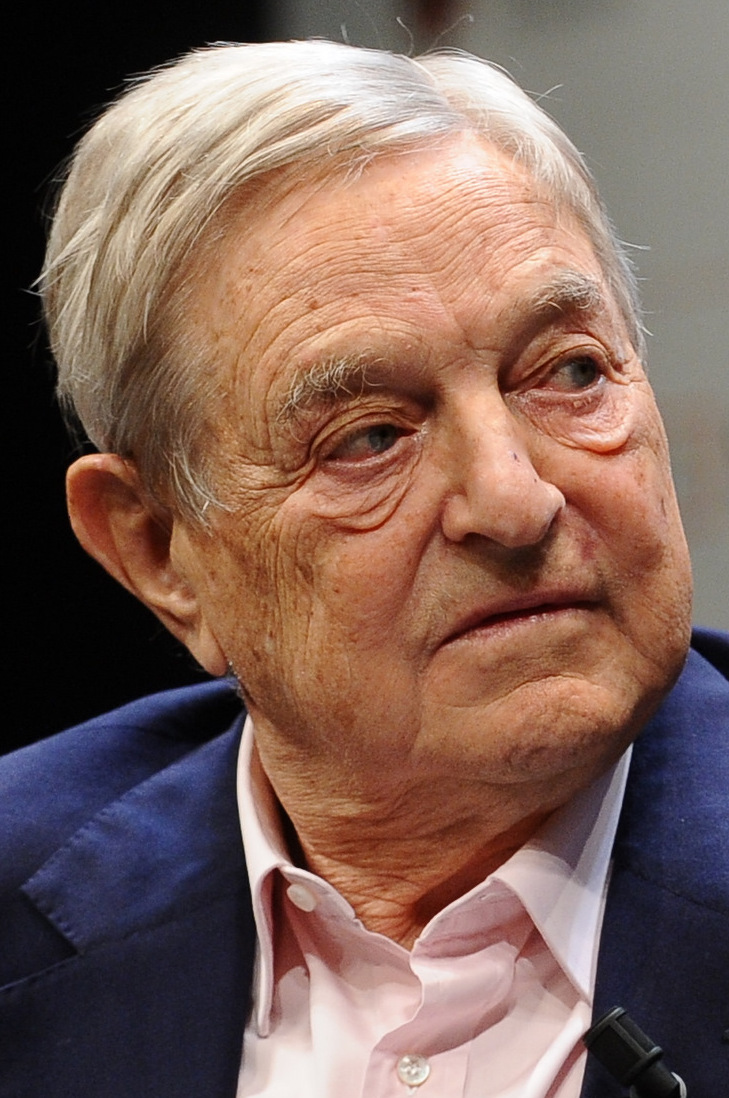
George Soros, empresario y filántropo estadounidense de origen húngaro, es objeto de numerosas teorías conspirativas

George Soros, empresario multimillonario y filántropo húngaro-estadounidense, ha sido objeto de numerosas teorías conspirativas, predominantemente de la derecha política. La amplia actividad filantrópica de Soros y su apoyo a causas liberales y progresistas le han convertido en blanco de estas teorías. Según Verónica Bondarenko, de Business Insider, algunos ven a Soros como un «titiritero que controla en secreto la economía y la política mundiales» desde hace más de dos décadas. The New York Times ha señalado que, en 2018, estas acusaciones habían pasado de fuentes marginales al discurso político dominante. El profesor Armin Langer ha señalado que Soros sirve como «la palabra clave perfecta» para las teorías conspirativas que entrelazan el antisemitismo y la islamofobia. Una teoría prominente acusa a Soros de orquestar la crisis migratoria europea, una afirmación fuertemente propagada por el gobierno húngaro de Viktor Orbán a través de una millonaria campaña que lo demoniza. Muchos críticos ven a Soros como el líder de un supuesto conciliábulo internacional, a menudo vinculado con otros judíos y sociedades secretas (como los Rothschild, la masonería o los Iluminati), según el antropólogo Iván Kalmar.
También se acusa a Soros de financiar varios movimientos y eventos, como la marcha de las Mujeres de 2017, el sitio web de verificación de hechos Snopes, el activismo por el control de armas de los supervivientes del tiroteo en la escuela secundaria Stoneman Douglas de Parkland y las caravanas de inmigrantes centroamericanos de octubre de 2018. Estas afirmaciones han sido amplificadas por medios de comunicación y figuras políticas conservadoras estadounidenses; incluida una ocasión en la que el entonces presidente Donald Trump tuiteó que Soros respaldaba las protestas contra la nominación de Brett Kavanaugh al Tribunal Supremo de los Estados Unidos. Kalmar sugiere que los orígenes de estos mitos pueden remontarse al comentarista estadounidense de extrema derecha Lyndon LaRouche y a publicaciones como Executive Intelligence Review, que han perpetuado tropos antisemitas que implican a Soros.
Los conservadores estadounidenses retomaron el tema a finales de la década de 2000, con Fox News a la cabeza. Bill O'Reilly hizo un monólogo de casi diez minutos sobre Soros en 2007, calificándolo de «extremista» y afirmando que era «peligrosísimo».

## Lecturas complementarias
- Kragh, Martin; Andermo, Erik; Makashova, Liliia (16 de abril de 2022). «Conspiracy theories in Russian security thinking» [Teorías de la conspiración en el pensamiento ruso sobre seguridad]. Journal of Strategic Studies (en inglés) 45 (3): 334-368. ISSN 0140-2390. doi:10.1080/01402390.2020.1717954.
- Madisson, Mari-Liis; Ventsel, Andreas (2020). Strategic conspiracy narratives: a semiotic approach [Narrativas conspirativas estratégicas: un enfoque semiótico]. Conspiracy theories (en inglés). Oxfordshire: Routledge. ISBN 978-0-367-03098-8.
- Plenta, Peter (19 de octubre de 2020). «Conspiracy theories as a political instrument: utilization of anti-Soros narratives in Central Europe» [Las teorías de la conspiración como instrumento político: utilización de las narrativas anti-Soros en Europa Central]. Contemporary Politics (en inglés) 26 (5): 512-530. ISSN 1356-9775. doi:10.1080/13569775.2020.1781332.
- Astapova, Anastasiya, ed. (2021). Conspiracy theories in Eastern Europe: tropes and trends [Teorías de la conspiración en Europa del Este: tropos y tendencias]. Conspiracy theories (en inglés). Routledge. ISBN 978-0-429-32607-3.